# Приказ немецких кормов
Приказ немецких кормов — один из приказов Русского царства, упоминается в записных книгах 1636—1638 годов (по другим данным в 1632—1640 годах). О ведомстве его ничего неизвестно: вероятно, в обязанности его входило содержание иностранцев, находившихся на русской службе. Некоторые исследователи полагают, что приказ был создан только на время Смоленской войны и ведал сбором хлебных запасов для наёмных войск. В 1626—38 годах (по другим данным с 1631 до 1639 года) судьёй приказа немецких кормов был Иван Огарёв, сын Фомы-Нелюба Васильевича Огарёва, самарского воеводы. Другим приказным судьёй, распоряжавшимся провиантом для войска в период Смоленской войны, по крайней мере с 1632 по 1637 годы, был Иван Михайлович Манка Барятинский, а приказным дьяком Емельян Евсевьев.
Собственно сбор немецких кормов проводился и ранее. Так в марте 1612 года Григорий Муравьев жалуется в челобитной на имя Якова Делагарди и князя И. Н. Большого Одоевского на крестьян из села Тесова, отказавшихся давать деньги на немецкие корма. Кроме того, с 1613 по 1643 годы существовал приказ сбора казачьих кормов, который ведал сбором хлеба на жалованье казакам и служилым людям.